# Porte Jeune (tramway de Mulhouse)
Porte Jeune est une station du tramway de Mulhouse, desservie par ses trois lignes (1, 2 et 3) ainsi que par le Tram-train Mulhouse Vallée de la Thur.
Elle est située dans le centre-ville de Mulhouse, devant le centre commercial Porte Jeune et au pied de la tour de l'Europe. Elle est le cœur du réseau de tramway de la ville, puisque l'ensemble des lignes y transitent.
Porte Jeune est un pôle de correspondance majeur, et est l'une des stations la plus fréquentée par les voyageurs.

## Histoire
Avant le renouveau du tramway mulhousien, la station était déjà un lieu de correspondance entre les différentes lignes de bus du réseau. C'est le 20 novembre 2006 que la station est inaugurée avec la mise en service des lignes 1 et 2. Ces deux lignes sont rejointes le 12 décembre 2010 par la ligne 3 et le Tram-train Mulhouse Vallée de la Thur.
Sa construction s'inscrit aussi dans le réaménagement du centre-ville qui a vu la réduction de la place de l'automobile et à celle de la friche commerciale que formait la place de l'Europe, issue du réaménagement dans les années 1970 d'anciennes friches industrielles et qui a été remplacée à partir de 2007 par le centre commercial Porte Jeune.

## Services aux voyageurs

### Accès et accueil
La station dispose de quatre voies mais de seulement deux quais placés en position centrale.

### Desserte
Porte Jeune est desservie par les trois lignes de tramway 1, 2 et 3 et par le Tram-train Mulhouse Vallée de la Thur.

### Intermodalité
La station n'est pas directement desservie par les lignes de bus de Soléa : deux arrêts se situent à proximité, au nord Anvers et au sud Europe.
L'arrêt Anvers, situé au niveau de l'office du tourisme, est desservi par les lignes C6, C7 et 16 tandis que l'arrêt Europe est desservi uniquement par les lignes C6 et C7 ; cet arrêt est aussi le point de départ du service Filéa de Nuit.